# Мала Солина
Мала Солина је насељено мјесто на подручју града Глине, Банија, Република Хрватска.

## Историја
Мала Солина се од распада Југославије до августа 1995. налазила у Републици Српској Крајини.

## Становништво
На попису становништва 2011. године, Мала Солина је имала 15 становника.
| Националност       | 1991.        |
| Хрвати             | 352 (98,59%) |
| Срби               | 1 (0,28%)    |
| остали и непознато | 4 (1,12%)    |
| Укупно             | 357          |

| Демографија | Демографија | Демографија |
| Година      | Становника  | Становника  |
| ----------- | ----------- | ----------- |
| 1961.       | 718         |             |
| 1971.       | 606         |             |
| 1981.       | 476         |             |
| 1991.       | 357         |             |
| 2001.       | 172         |             |
| 2011.       |             | 15          |

## Попис 1991.
На попису становништва 1991. године, насељено место Мала Солина је имало 357 становника, следећег националног састава:
| Попис 1991.‍  | Попис 1991.‍  | Попис 1991.‍ | Попис 1991.‍ | Попис 1991.‍ |
| ------------ | ------------ | ----------- | ----------- | ----------- |
|              |              |             |             |             |
| Хрвати       | Хрвати       |             | 352         | 98,59%      |
| Срби         | Срби         |             | 1           | 0,28%       |
| неопредељени | неопредељени |             | 1           | 0,28%       |
| непознато    | непознато    |             | 3           | 0,84%       |
| укупно: 357  |              |             |             |             |